# Мадона дела Либера (Фођа)
Мадона дела Либера (итал. Madonna della Libera) је насеље у Италији у округу Фођа, региону Апулија.
Према процени из 2011. у насељу је живело 201 становника. Насеље се налази на надморској висини од 108 м.